# Королевские попугаи
Королевские попугаи (лат. Alisterus) — род птиц из семейства Psittaculidae.

## Распространение
Обитают в Новой Гвинее, восточной части Австралии и на некоторых островах Индонезии (в том числе на Молуккских островах).

## Образ жизни
Это очень подвижные, ловкие и красивые попугаи. Любят летать, хорошо и ловко лазают по деревьям. Встречаются поодиночке, парами и группами.

## Классификация
В род включают 3 вида:
- Амбоинский королевский попугай (Alisterus amboinensis)
- Желтоплечий королевский попугай (Alisterus chloropterus)
- Королевский попугай (Alisterus scapularis)